# Dina Rae
Dina Rae (ur. 16 maja 1976) – amerykańska piosenkarka R&B.

## Dyskografia
Albumy
- 2005 – The Dina Rae Show
- 2009 – Dina Rae

Gościnnie
- 1999 – Eminem – album The Slim Shady LP (utwór If I Had)
- 1999 – Eminem – album The Slim Shady LP (utwór Cum on Everybody)
- 2000 – Eminem – album The Marshall Mathers LP (utwór Drug Ballad)
- 2001 – D12 – album Devil's Night (utwór Pimp Like Me)
- 2002 – Eminem – album The Eminem Show (utwór Superman)
- 2004 – D12 – album D12 World (utwór Bitch)
- 2009 – Eminem – album Relapse (utwór We Made You)
- 2013 – King Lil G – utwór Welcome To L.A